# 三秋信号場
三秋信号場（みあきしんごうじょう）は、かつて愛媛県伊予市にあった、日本国有鉄道予讃本線（現在の予讃線）の信号場である。

## 構造
向井原駅 - 高野川駅間に存在した。使用当時構内は2線で、1番線が上下本線、2番線が上下副本線の1線スルー運用となっていた。また当時は優等列車の通票通過授受が行われていたため、1番線は上下方向共に通票受柱、通票授柱が存在していた。
上り線（松山方面）には、鉄道職員用の詰所（小屋）が存在していた。
信号場が廃止された現在は2番線が取り外され、向井原駅と伊予上灘駅の間で1閉塞区間となっている。

## 歴史
当時、伊予市駅 - 伊予上灘駅間は列車行き違いのための待ち合わせ時間が長く、これを短縮するため設置された。
- 1963年（昭和38年）2月1日：開設[1][2]。
- 1986年（昭和61年）3月3日：予讃本線・内子線短絡ルート開通に伴う列車数減少により廃止[1]。

## 周辺
国道378号が西側を通る。当信号場が廃止された後、国道沿いに化学工場が建設された。

## 現況
通票受柱、通票授柱と詰所は、当時のまま存在されていた（保線作業等で詰所が使用されていたかどうかの有無については不明）が、2018年（平成30年）に詰所の解体が確認され、現在はホームと詰所の基礎部分のみが残っている状態である。

## 隣の駅
日本国有鉄道
予讃本線
向井原駅 - 三秋信号場 - 高野川駅